# Ampedus hjorti
Ampedus hjorti es una especie de escarabajo del género Ampedus, familia Elateridae. Fue descrita científicamente por Rye en 1905.
Esta especie se encuentra en Suecia, Noruega, Dinamarca, Austria, Polonia, Alemania y Eslovaquia. 